# Эбби-Роуд (студия)
Студии «Эбби-Роуд» (англ. Abbey Road Studios) — комплекс студий звукозаписи в Лондоне, в районе Сент-Джонс-Вуд, созданный в ноябре 1931 года компанией EMI. Наиболее известна как студия, в которой записывались такие легендарные рок-музыканты и группы, как The Beatles, Duran Duran, Майк Олдфилд, The Shadows, Pink Floyd, Oasis, U2, Keane и Travis. Расположена по адресу Эбби-Роуд, 3, округ Вестминстер. В 1969 году на пешеходном переходе у студии была сделана одна из самых знаменитых фотографий «Битлз», ставшая обложкой их последнего записанного, но вышедшего предпоследним, альбома. Студия является местом паломничества фанатов, оставляющих граффити на заборе студии и фотографирующихся на переходе (хотя сейчас переход несколько смещён по сравнению с 1969 годом).

## События
- 2009, 3 апреля — группа Keane дала в студии первый в истории музыки 3D-концерт[1].
- 2009, 8 июля — студия Abbey Road начала работать в онлайн-режиме[2].
- 2010, 23 февраля — студия Abbey Road признана исторической достопримечательностью[3].

## Список некоторых альбомов, записанных на студии
- 1963: Please Please Me — The Beatles
- 1964: Beatles for Sale — The Beatles
- 1965: Help! — The Beatles
- 1966: Revolver — The Beatles
- 1967: Sgt. Pepper’s Lonely Hearts Club Band — The Beatles
- 1967: Magical Mystery Tour — The Beatles
- 1967: The Piper at the Gates of Dawn — Pink Floyd
- 1967: Odessey and Oracle — The Zombies
- 1968: A Saucerful of Secrets — Pink Floyd
- 1968: The Beatles известен также как «White Album» («Белый альбом») — The Beatles
- 1969: Music from the Film More — Pink Floyd
- 1969: Ummagumma — Pink Floyd
- 1969: Yellow Submarine — The Beatles
- 1969: Abbey Road — The Beatles
- 1970: Atom Heart Mother — Pink Floyd
- 1973: The Dark Side of the Moon — Pink Floyd
- 1975: Wish You Were Here — Pink Floyd
- 1976: Tales of Mystery and Imagination — The Alan Parsons Project
- 1977: I Robot — The Alan Parsons Project
- 1980: Never for Ever — Кейт  Буш
- 1981: Nude — Camel
- 1985: Hounds Of Love - Кейт Буш
- 1986: Notorious — Duran Duran
- 1988: Delicate Sound of Thunder (mixing sessions) — Pink Floyd
- 1992: Ponk!! — Seikima II
- 1995: The Bends — Radiohead
- 1997: Be Here Now — Oasis
- 1997: OK Computer (струнные партии и мастеринг) — Radiohead
- 1999: Elodia — Lacrimosa
- 2000: Kid A — Radiohead
- 2001: No More Shall We Part — Nick Cave and the Bad Seeds
- 2006: 18 Singles — U2
- 2006: On an Island — David Gilmour
- 2007: Dark Passion Play — Nightwish
- 2007: The Boy with No Name — Travis
- 2007: Music of the Spheres — Mike Oldfield
- 2008: Dig Out Your Soul — Oasis
- 2009: Yes — Pet Shop Boys
- 2016: Blonde — Frank Ocean
- 2017: Walk the Earth — Europe
- 2017: Harry Styles — Гарри Стайлз

См. также категорию: Категория:Альбомы, записанные на Abbey Road Studios